# Bassa de l'Ermita
La zona humida de la bassa de les Ermites pertany al complex de zones humides de les Basses de la Foia d'Ulldecona. Les foies són concavitats o depressions que generalment coincideixen amb una conca d'erosió allargada i sovint amb una fossa tectònica. La Foia que ens ocupa és la plana que es forma entre les serres del Godall i la del Montsià, essent aquesta d'origen geològic, és a dir, per l'enfonsament del terreny al llarg de les falles o trencaments. Posteriorment, l'erosió dels vessants de les serres veïnes ha fet que al llarg del temps el fons de la Foia s'hagi anat reomplint amb els sediments que li arriben, i això l'ha convertit en un dels sòls agrícoles més fèrtils de la comarca.
La conca de recepció és d'uns 40 km² i, de sempre, especialment a la primavera i durant episodis plujosos, la zona restava inundada i es formaven una bona quantitat de petites llacunes, més o menys estables, no revestides amb materials de construcció i amb el terra de fang. L'any 1984 se'n comptabilitzaven una dotzena, actualment en queden ja poques en bon estat, ja que la majoria d'aquestes han estat reomplides, convertides en basses i transformades conjuntament amb les finques o bé afectades per les xarxes de comunicacions (carreteres, ferrocarrils, etc.). A la concavitat de la Foia s'identifiquen dues cubetes inundables diferents. La Foia de les Ventalles, al nord, i la foia d'Ulldecona, al sud. La foia de les Ventalles pertany a la conca de l'Ebre, i les seves aigües arriben a aquest a través del barranc de Solsó, en canvi la foia d'Ulldecona és una conca endorreica, és a dir, que no desemboca al mar sinó que ho fa a depressions interiors, tot i que actualment, de manera artificial, desaigua al riu de la Sénia.
De totes les basses que existeixen o han existit en algun moment a la Foia, només quatre han estat incloses a l'Inventari
de zones humides de Catalunya: la bassa del Montsià, la bassa de l'Ermita, la Bassa de Ventalles i la bassa de la Llacuna. Cal destacar que les basses d'Ulldecona estan proposades pel Pla territorial parcial de les Terres de l'Ebre com a espais naturals de valor local, i han d'ésser incloses en aquesta figura en els futurs planejaments urbans del municipi.
La bassa de l'Ermita és d'origen artificial. Es tracta d'una bassa resultat d'una extracció de terres efectuada a la dècada del 1970. Aturades les extraccions va utilitzar-se com a circuit de motocròs, activitat a la qual devem la topografia tan
irregular que presenta. No es pot parlar de bassa fins a l'any 1975, quan la directiva de la Societat de Caçadors decideix
omplir el clot amb l'aigua de la Séquia Mare i plantar-hi vegetació aquàtica. Els anys de sequera van arribar després i el canvi de directiva van determinar l'abandonament d'aquesta iniciativa. Amb la poca aigua de les pluges es va anar mantenint un poblament vegetal i animal prou important perquè el 1987 el Grup Ecologista la Carrasca i la Rabosa presentés un informe a l'Ajuntament on es proposava la seva consideració com a indret humit.
S'hi troben herbassars de Myriophyllum spicatum, Ranunculs aquatilis i algues del gènere Chara. Pels marges prosperen Eleocharis palustris, Scirpus holoschoenus, Polygonum persicaria, etc. Una restauració executada el 1994 consistí a suavitzar els talussos i plantar-hi freixes (Fraxinus angustiolia), vimeteres (Salix fragilis) i tamarius (Tamarix canariensis i Tamarix Bobeana), entre altres espècies. Igualment es crearen platjoles amb graves per a afavorir els invertebrats aquàtics.
Pel que fa a la fauna les basses ofereixen aliment i repòs a les aus aquàtiques. Algunes van de pas i altres s'hi estan de
forma habitual, com la polla d'aigua, els bernats pescaires, les pàtxeres i, no tan sovint, els ànecs collverd. La posició de lloc de pas de les aus migratòries en què es troba Ulldecona, unit a la proximitat del delta de l'Ebre, fa que siguin freqüents les visites ocasionals de moltes altres espècies, sobretot quan al Delta fa mal temps o un fred molt intens. Els amfibis, rèptils i peixos són grups menys diversos quant a nombre d'espècies en aquest espai, però molt vinculats a la presència d'aigua.
L'espai es troba gestionat per l'Ajuntament amb col·laboració de la Fundació Territori i Paisatge i l'Agència Catalana de l'Aigua, que han localitzat a l'espai un rètol informatiu, tanques de protecció, bancs i un petit i senzill aguait.